# REDPINE SIGNALS
REDPINE SIGNALSは、2001年に米国カリフォルニア州サンノゼ市に設立されたファブレス半導体メーカーである。

## 概要
- 超低消費電力の802.11n無線LANチップセットを供給している。従業員110名。
- 社長兼CEOはVenkat Mattela。
- 本社はシリコンバレーに登記されているが、研究開発拠点はインド・ハイデラバード。
- 実質はインド企業の色合いが強く、従業員の殆どはインド国籍もしくはインド系アメリカ人。
- OFDM、MIMO、低消費電力プロセッサに関する特許を多数保有している。
- 世界各国に販売網を有している。
- 日本国内における販売代理店は、新潟市の株式会社ウィビコムと横浜市の株式会社ＰＡＬＴＥＫ。